# Leandra boliviensis
Leandra boliviensis är en tvåhjärtbladig växtart som beskrevs av Célestin Alfred Cogniaux. Leandra boliviensis ingår i släktet Leandra och familjen Melastomataceae. Inga underarter finns listade i Catalogue of Life.